# Pandanus longicuspidatus
Pandanus longicuspidatus är en enhjärtbladig växtart som beskrevs av Rodolfo Emilio Giuseppe Pichi Sermolli. Pandanus longicuspidatus ingår i släktet Pandanus och familjen Pandanaceae. Inga underarter finns listade.